# Joel Kwiatkowski
Pour les articles homonymes, voir Kwiatkowski.
Joel Shayne Kwiatkowski (né le 22 mars 1977 à Kindersley dans la province de Saskatchewan au Canada) est un joueur professionnel canadien de hockey sur glace devenu entraîneur. Il évoluait au poste de défenseur.

## Biographie
Kwiatkowski commence sa carrière dans la Ligue de hockey de l'Ouest en 1994-1995 pour les Rockets de Tacoma et en 1996, il est choisi par les Stars de Dallas de la Ligue nationale de hockey au cours du repêchage d'entrée dans la LNH au huitième tour (194e joueur choisi). Il ne fait pas pour autant ses débuts dans la LNH et demeure avec les Cougars de Prince George dans la LHOu pendant encore deux saisons. En 1998, il fait ses débuts dans la Ligue américaine de hockey avec les Mighty Ducks de Cincinnati.
Il joue son premier match dans la LNH en 2000 après la quasi-totalité de la saison dans la Ligue internationale de hockey pour Griffins de Grand Rapids. Il porte alors les couleurs des Sénateurs d'Ottawa pour quatre matchs. Au fur et à mesure des saisons, il gagne du temps de jeu mais il faut attendre la saison 2003-2004 pour le voir jouer la totalité de la saison avec les Capitals de Washington (qu'il a rejoint la saison d'avant).
En 2005-2006, il évolue avec les Panthers de la Floride et un an plus tard, le dernier jour possible des transferts de la LNH, il rejoint l’équipe des Penguins de Pittsburgh.
À l'été 2007, il s'entend avec les Thrashers d'Atlanta.
En 2008, il signe au Severstal Tcherepovets dans la Ligue continentale de hockey. Il quitte cette équipe un an plus tard, pour aller au SKA Saint-Pétersbourg. Il rejoint lors de la saison suivante le CP Berne dans la LNA suisse. Il reste deux saisons dans la capitale helvétique, décrochant même un titre de vice-champion en 2012, avant de s'engager avec le rival, le HC Fribourg-Gottéron
Il se retire comme joueur en 2016 et devient assistant-entraîneur pour les Wings de Kalamazoo dans l'ECHL.

## Statistiques
Pour la signification des abréviations, voir statistiques du hockey sur glace.
| Saison      | Équipe                     | Ligue       |     | Saison régulière | Saison régulière | Saison régulière | Saison régulière | Saison régulière |    | Séries éliminatoires | Séries éliminatoires | Séries éliminatoires | Séries éliminatoires | Séries éliminatoires |
| Saison      | Équipe                     | Ligue       | PJ  | B                | A                | Pts              | Pun              | PJ               | B  | A                    | Pts                  | Pun                  |                      |                      |
| 1994-1995   | Rockets de Tacoma          | LHOu        | 70  | 4                | 13               | 17               | 66               | 4                | 0  | 0                    | 0                    | 2                    |                      |                      |
| 1995-1996   | Rockets de Kelowna         | LHOu        | 40  | 6                | 17               | 23               | 85               | -                | -  | -                    | -                    | -                    |                      |                      |
| 1995-1996   | Cougars de Prince George   | LHOu        | 32  | 6                | 11               | 17               | 48               | -                | -  | -                    | -                    | -                    |                      |                      |
| 1996-1997   | Cougars de Prince George   | LHOu        | 72  | 16               | 36               | 52               | 94               | 15               | 4  | 2                    | 6                    | 24                   |                      |                      |
| 1997-1998   | Cougars de Prince George   | LHOu        | 62  | 21               | 43               | 64               | 65               | 11               | 3  | 6                    | 9                    | 6                    |                      |                      |
| 1998-1999   | Mighty Ducks de Cincinnati | LAH         | 80  | 12               | 21               | 33               | 48               | 3                | 2  | 0                    | 2                    | 0                    |                      |                      |
| 1999-2000   | Mighty Ducks de Cincinnati | LAH         | 70  | 4                | 22               | 26               | 28               | -                | -  | -                    | -                    | -                    |                      |                      |
| 2000-2001   | Griffins de Grand Rapids   | LIH         | 77  | 4                | 17               | 21               | 58               | 10               | 1  | 0                    | 1                    | 4                    |                      |                      |
| 2000-2001   | Sénateurs d'Ottawa         | LNH         | 4   | 1                | 0                | 1                | 0                | -                | -  | -                    | -                    | -                    |                      |                      |
| 2001-2002   | Griffins de Grand Rapids   | LAH         | 65  | 8                | 21               | 29               | 94               | 5                | 1  | 2                    | 3                    | 12                   |                      |                      |
| 2001-2002   | Sénateurs d'Ottawa         | LNH         | 11  | 0                | 0                | 0                | 12               | -                | -  | -                    | -                    | -                    |                      |                      |
| 2002-2003   | Senators de Binghamton     | LAH         | 1   | 0                | 0                | 0                | 2                | -                | -  | -                    | -                    | -                    |                      |                      |
| 2002-2003   | Sénateurs d'Ottawa         | LNH         | 20  | 0                | 2                | 2                | 6                | -                | -  | -                    | -                    | -                    |                      |                      |
| 2002-2003   | Capitals de Washington     | LNH         | 34  | 0                | 3                | 3                | 12               | 6                | 0  | 0                    | 0                    | 2                    |                      |                      |
| 2003-2004   | Capitals de Washington     | LNH         | 80  | 6                | 6                | 12               | 89               | -                | -  | -                    | -                    | -                    |                      |                      |
| 2004-2005   | Rampage de San Antonio     | LAH         | 64  | 13               | 19               | 32               | 76               | -                | -  | -                    | -                    | -                    |                      |                      |
| 2004-2005   | Maple Leafs de Saint-Jean  | LAH         | 17  | 7                | 6                | 13               | 16               | 5                | 0  | 4                    | 4                    | 23                   |                      |                      |
| 2005-2006   | Panthers de la Floride     | LNH         | 73  | 4                | 8                | 12               | 86               | -                | -  | -                    | -                    | -                    |                      |                      |
| 2006-2007   | Panthers de la Floride     | LNH         | 41  | 5                | 5                | 10               | 20               | -                | -  | -                    | -                    | -                    |                      |                      |
| 2006-2007   | Penguins de Pittsburgh     | LNH         | 1   | 0                | 0                | 0                | 0                | -                | -  | -                    | -                    | -                    |                      |                      |
| 2007-2008   | Wolves de Chicago          | LAH         | 59  | 21               | 29               | 50               | 119              | 24               | 10 | 13                   | 23                   | 30                   |                      |                      |
| 2007-2008   | Thrashers d'Atlanta        | LNH         | 18  | 0                | 5                | 5                | 20               | -                | -  | -                    | -                    | -                    |                      |                      |
| 2008-2009   | Severstal Tcherepovets     | KHL         | 52  | 13               | 12               | 25               | 64               | -                | -  | -                    | -                    | -                    |                      |                      |
| 2009-2010   | SKA Saint-Pétersbourg      | KHL         | 50  | 7                | 12               | 19               | 147              | 4                | 0  | 0                    | 0                    | 10                   |                      |                      |
| 2010-2011   | CP Berne                   | LNA         | 35  | 9                | 9                | 18               | 20               | 10               | 0  | 4                    | 4                    | 34                   |                      |                      |
| 2011-2012   | CP Berne                   | LNA         | 42  | 8                | 12               | 20               | 52               | 14               | 2  | 2                    | 4                    | 16                   |                      |                      |
| 2012-2013   | HC Fribourg-Gottéron       | LNA         | 46  | 14               | 9                | 23               | 81               | 18               | 1  | 5                    | 6                    | 18                   |                      |                      |
| 2013-2014   | HC Fribourg-Gottéron       | LNA         | 49  | 5                | 17               | 22               | 54               | 10               | 2  | 3                    | 5                    | 8                    |                      |                      |
| 2014-2015   | HC Fribourg-Gottéron       | LNA         | 42  | 3                | 10               | 13               | 67               | 6                | 0  | 2                    | 2                    | 4                    |                      |                      |
| 2015-2016   | Modo Hockey                | SHL         | 20  | 2                | 1                | 3                | 14               | -                | -  | -                    | -                    | -                    |                      |                      |
| Totaux LAH  | Totaux LAH                 | Totaux LAH  | 356 | 65               | 118              | 183              | 383              | 37               | 13 | 19                   | 32                   | 65                   |                      |                      |
| Totaux LNH  | Totaux LNH                 | Totaux LNH  | 282 | 16               | 29               | 45               | 245              | 6                | 0  | 0                    | 0                    | 2                    |                      |                      |
| Totaux LNA  | Totaux LNA                 | Totaux LNA  | 214 | 39               | 57               | 96               | 274              | 58               | 5  | 16                   | 21                   | 80                   |                      |                      |
| Totaux LHOu | Totaux LHOu                | Totaux LHOu | 276 | 53               | 120              | 173              | 358              | 30               | 7  | 8                    | 17                   | 32                   |                      |                      |

| Année | Équipe               | Compétition      |    | PJ | B | A | Pts | Pun                         |  | Résultat |
| 2008  | Canada               | Coupe Spengler   | 4  | 1  | 1 | 2 | 6   | Vainqueur                   |  |          |
| 2009  | Canada               | CM               | 5  | 0  | 0 | 0 | 2   | Médaille d'argent           |  |          |
| 2010  | CP Berne             | Trophée européen | 11 | 0  | 3 | 3 | 28  | 3e place                    |  |          |
| 2010  | Canada               | Coupe Spengler   | 5  | 0  | 2 | 2 | 14  | Finaliste                   |  |          |
| 2011  | Canada               | Coupe Spengler   | 3  | 1  | 1 | 2 | 4   | Quart-de-finaliste          |  |          |
| 2012  | HC Fribourg-Gottéron | Trophée européen | 8  | 0  | 2 | 2 | 10  | 7e place de la division Est |  |          |
| 2012  | HC Fribourg-Gottéron | Coupe Spengler   | 4  | 1  | 0 | 1 | 2   | Demi-finaliste              |  |          |
| 2013  | HC Fribourg-Gottéron | Trophée européen | 8  | 1  | 1 | 2 | 52  | 6e place de la division Est |  |          |
| 2013  | Canada               | Coupe Spengler   | 4  | 0  | 0 | 0 | 10  | Demi-finaliste              |  |          |
| 2014  | HC Fribourg-Gottéron | CHL              | 8  | 1  | 2 | 3 | 16  | Huitièmes-de-finaliste      |  |          |
| 2014  | Canada               | Coupe Spengler   | 4  | 0  | 0 | 0 | 6   | Demi-finaliste              |  |          |